# Андрофаги

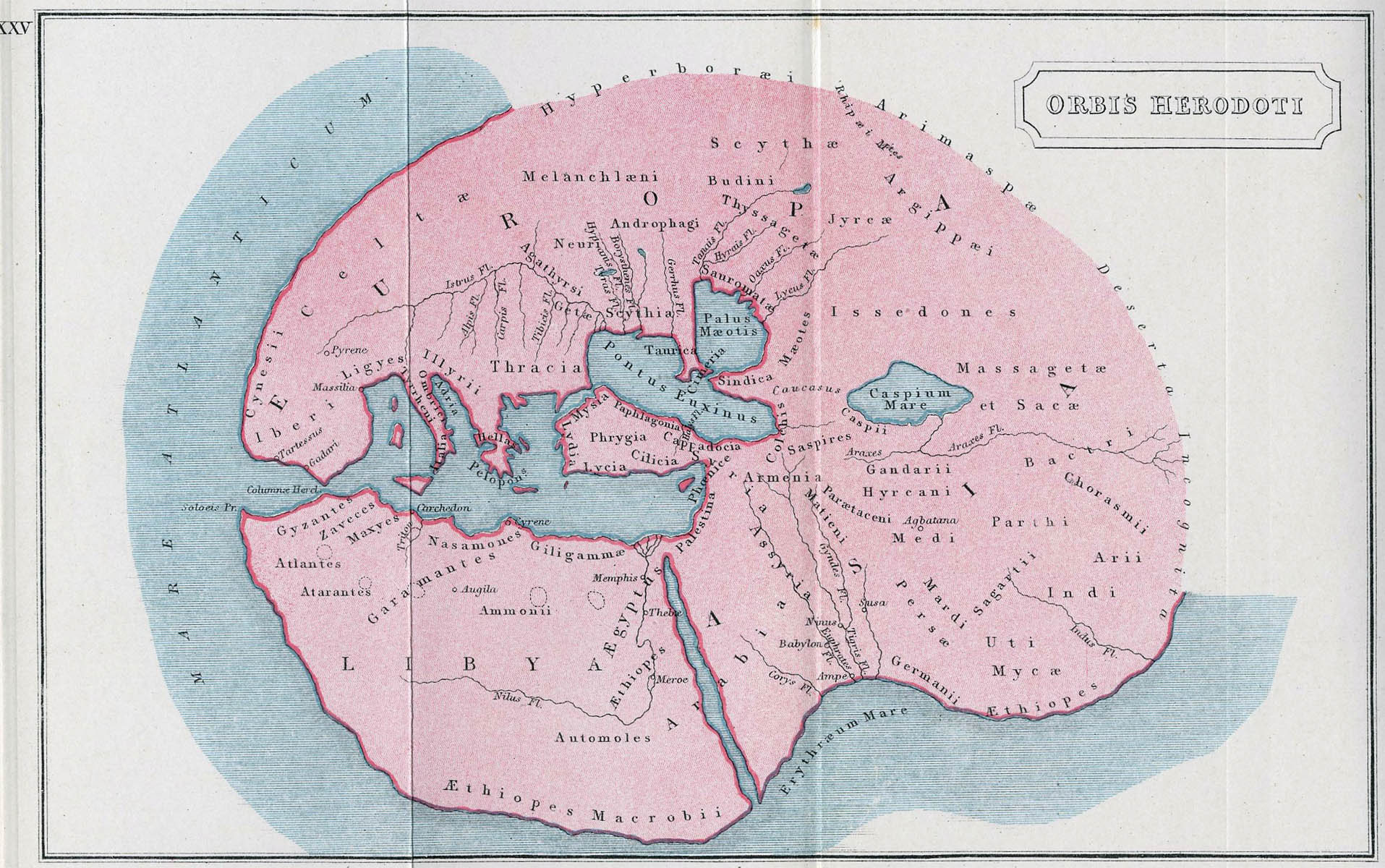
Андрофаги на карте «Мир Геродота» (XIX век)

Андрофа́ги (др.-греч. Ἀνδροφάγοι) — упоминаемый Геродотом народ, живший за пустыней, начинавшейся к северу за 11 дней плавания по Борисфену, то есть к северу от скифов, на востоке от невров. В переводе с греческого языка их название означает «людоеды».
Несмотря на то, что им приписывалась крайняя отсталость развития, занимались каннибализмом. Геродот сообщает о «царях» андрофагов, к которым обращались скифы за помощью в борьбе с персами. Далее в своей «Истории» Геродот помещает андрофагов между неврами и меланхленами (Her.IV:106).
Соотнесение андрофагов с археологическими культурами и определение их этноязыковой принадлежности затруднительны ввиду скудости приводимых Геродотом сведений. В частности, их довольно гадательно связывали как с днепровскими балтами — носителями днепро-двинской культуры, так и с носителями городецкой культуры — предками волжских финнов.
Чешский учёный Вильгельм Томашек предлагал в начале XX века расшифровку названия «андрофаги» в своих лекциях в Венском университете, предполагая, что это греческий перевод иранского наименования мордвинов — мардха-вар (от корней mard — «человек», xvar— «пожирать»), однако Фасмер эту теорию называет безосновательной. Финно-уграми считал андрофагов и чешский учёный Любор Нидерле.